# Angolkák
Az Angolkák (eredeti cím: Little Britain) egy brit szkeccs-sorozat, amelyet eredetileg a BBC Three sugárzott, ma társadói ismétlik a sorozatot. A műsor David Walliams és Matt Lucas alkotása, melyben a legtöbb karaktert ők játsszák. Az Angolkák az angolok mindennapjait mutatja be, alaposan eltorzítva és kiparodizálva. Gyakorlatilag komikus útmutatónak is felfogható: útmutatónak a külföldiek számára, hogyan élnek a britek. A műsor egy szórakoztató rádiósorozatként indult, amely 2000. augusztus 3-tól 2002. február 5-ig volt hallható az Egyesült Királyságban. E rádióműsor annyira sikeres volt, hogy később tévésorozat lett belőle. 
A televíziósorozat 2003. február 9-től 2007. január 1-ig ment az Egyesült Királyságban. Magyarországon először a Cool TV tűzte műsorra 2005. október 14-én. Témájánál fogva nagyon népszerű lett, 3 évadot élt meg 36 epizóddal.
Később amerikai változat is készült, Little Britain USA címmel, az azonban nem lett sikeres: mindössze 6 epizódot élt meg.

## Története
Az Angolkák először rádióműsor formájában jött létre Edward Flinn által, ami a BBC Radio 4-en volt hallható 2000 és 2002 között.

## Epizódok

### Rádióműsor
| Évad | Évad          | Epizódok      | Eredeti sugárzás   | Eredeti sugárzás   |
| Évad | Évad          | Epizódok      | Évadpremier        | Évadfinálé         |
| ---- | ------------- | ------------- | ------------------ | ------------------ |
|      | Bevezető rész | Bevezető rész | 2000. augusztus 3. | 2000. augusztus 3. |
|      | 1             | 4             | 2001. március 6.   | 2001. március 27.  |
|      | 2             | 4             | 2002. február 12.  | 2002. március 5.   |
|      | Különkiadás   | Különkiadás   | 2019. október 31.  | 2019. október 31.  |

### Televíziós műsor
| Évad | Évad                  | Epizódok      | Eredeti sugárzás     | Eredeti sugárzás   |
| Évad | Évad                  | Epizódok      | Évadpremier          | Évadfinálé         |
| ---- | --------------------- | ------------- | -------------------- | ------------------ |
|      | Bevezető rész         | Bevezető rész | 2003. február 9.     | 2003. február 9.   |
|      | 1                     | 8             | 2003. szeptember 16. | 2003. november 4.  |
|      | 2                     | 6             | 2004. október 19.    | 2004. november 23. |
|      | 3                     | 6             | 2005. november 17.   | 2005. december 24. |
|      | Little Britain Abroad | 2             | 2006. december 25.   | 2007. január 1.    |